# Согандык

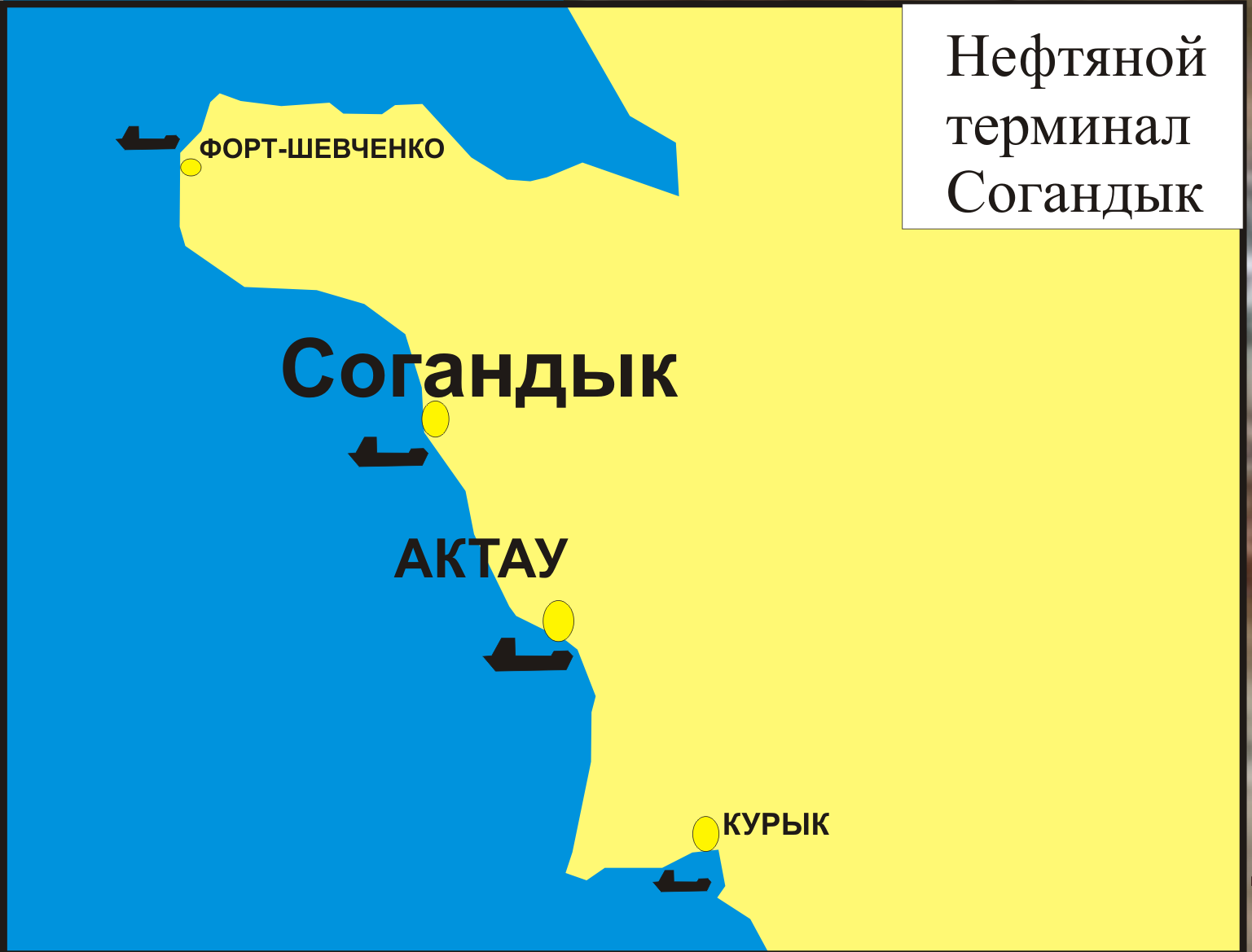
терминал Согандык

Согандык — нефтяной терминал Казахстана на побережье Каспийского моря в глубоководной бухте Согындык. Строительство терминала началось в 2004 году. Окончание запланировано на 2010 год до разработки гигантского нефтяного месторождения Кашаган.
Проектная мощность нефтяного терминала — 20 млн тонн нефти в год. Нефтяной терминал будет соединён с нефтепроводом Каламкас-Актау.